# Jaroměřice nad Rokytnou
Jaroměřice nad Rokytnou település Csehországban, a Třebíči járásban. Jaroměřice nad Rokytnou Ostašov, Zvěrkovice, Rozkoš, Hostim, Lesůňky, Příštpo, Radkovice u Hrotovic, Výčapy, Dolní Lažany, Myslibořice, Bohušice, Lipník, Blatnice és Horní Újezd településekkel határos. Lakosainak száma 4085 fő (2024. január 1.).

## Népesség
A település lakosságának változását az alábbi diagram mutatja:
| Lakosok száma | 3891 | 4154 | 4857 | 4123 | 4064 | 4106 | 4181 | 4163 | 4032 | 4085 |
|               | 1869 | 1890 | 1921 | 1950 | 1980 | 2001 | 2017 | 2019 | 2022 | 2024 |